# The Heart of a Savage
The Heart of a Savage é um filme mudo norte-americano de 1911 em curta-metragem, do gênero drama, dirigido por D. W. Griffith. O filme foi produzido e distribuído por Biograph Company.

## Elenco
- Wilfred Lucas
- Vivian Prescott
- Joseph Graybill